# Biophilie
Ne doit pas être confondu avec Écosexe.
Biophilie est un terme formé à partir de la racine grecque « bio » (la vie) et du suffixe -phile (« qui aime »). La biophilie est donc le fait d'aimer le vivant.
En 1984, Edward O. Wilson avance l'idée que les humains ont une tendance innée à se chercher des liens avec la nature et avec d'autres formes de vie. Il nomme cette idée « l'hypothèse de la biophilie », un besoin spontané d'autres formes de vie. 
Edward O. Wilson n'est pas le premier à utiliser le concept de biophilie. Avant lui, le psychanalyste américain Erich Fromm l'avait déjà développé dans un contexte éthique, avec le sens « d'amour de la vie ». Il s'inspirait lui-même des mots d'Albert Schweitzer, qui dans Kultur und Ethik définissait le bien comme le fait de « préserver et d'encourager la vie ». Pour Erich Fromm, la biophilie est l'amour de tout ce qui est vivant, et la philocalie, de tout ce qui est beau.

« Quand vous atteindrez le cœur de la vie, vous trouverez la beauté de toute chose, même dans les yeux aveugles à la beauté. »

— Gibran Khalil, Le sable et l'écume
La validité du concept de biophilie, notamment en tant que tendance innée, est par ailleurs remise en question par d'autres chercheurs.